# Syndrome de Goldenhar
 Mise en garde médicale
Le syndrome de Goldenhar ou dysplasie oculo-auriculo-vertébrale est un ensemble de malformations touchant essentiellement l'appareil auditif, l'appareil oculaire et le squelette, parfois associées à un retard mental.

## Étiologie
Il s'agit d'un défaut de développement atteignant le premier et le second arcs branchiaux. Il associe des malformations de la face et des oreilles. Chez l'homme, les arcs branchiaux correspondent, au cours du développement de l'embryon (embryologie), à ce qui va devenir les régions des faces latérales de la tête et du cou : mâchoire, oreille, etc. Une anomalie de ce développement au cours de la grossesse occasionne les malformations visibles lors du syndrome de Goldenhar.

## Symptômes
Il existe plusieurs degrés d'atteinte, les patients n'ont pas forcément tous les signes.
Cette maladie apparaît généralement de manière sporadique bien qu'une transmission autosomique dominante ait été signalée dans certains cas ,.

### Anomalies du visage
- Troubles de la déglutition (difficulté à avaler) ou malformation de la luette ;
- Ensemble de malformations comprenant :
  - Asymétrie faciale (visage ne comportant pas les mêmes reliefs d'un côté et de l'autre),
  - Malformation d'un seul côté de l'oreille externe (absence de pavillon) ou absence de conduit associée à des fistules (communications), avec quelquefois une hypoplasie (diminution du volume) associée à une hypoacousie (diminution de l'audition). Malformation des osselets internes de l'oreille, surdité de transmission,
  - Paralysie faciale,
  - Hypoplasie de l'os de la mandibule (petite dimension de la mâchoire inférieure d'un seul côté),
  - Atteinte oculaire associée à une tumeur de petite dimension et de structure dermoïde ou hypodermoïde (constitution proche du derme), située sur le limbe cornéen (en périphérie de la cornée),
  - Colobome palpébral (fente de la paupière),
  - Microphtalmie (diminution du volume du globe oculaire).

### Anomalies du tronc
- Cardiopathie congénitale ou malposition cardiaque avec aplasie ou hypoplasie pulmonaire
- Malformations de l'appareil urinaire et des organes génitaux externes
- Aplasie d'une glande mammaire (un sein plus gros que l'autre)

### Anomalies du squelette
- Hypoplasie du pouce
- Diverses malformations du squelette avec atteinte des vertèbres et de la colonne vertébrale, ou mauvais positionnement des hanches à type de fusion (union de plusieurs vertèbres en une seule)
- Torticolis congénital, dès la naissance

### Retard mental
Le développement des enfants atteints de ce syndrome est généralement normal, même si on estime entre 10 % et 15 % les enfants ayant des retards d'acquisition dans les principales phases du développement ou un retard mental,,.
Dans la plupart des cas, il apparaît un retard dans l'acquisition du langage ou des problèmes d'articulation dû aux malformations faciales.